# Булгаковська сільська рада (Уфимський район)
Булга́ковська сільська рада (рос. Булгаковский сельский совет) — муніципальне утворення у складі Уфимського району Башкортостану, Росія. Адміністративний центр — село Булгаково.

## Історія
30 квітня 1998 року зі складу сільради була виділена новоутворена Ольховська сільрада.
2004 року до складу сільради була приєднана територія площею 7,75 км² та присілок Фомичово Іскінської сільради Кіровського району Уфи.
2005 року присілок Троїцьке був приєднаний до села Булгаково.

## Населення
Населення — 8293 особи (2019, 5424 в 2010, 4787 в 2002).

## Склад
До складу поселення входять такі населені пункти:
| Населений пункт      | Населення, осіб (2002) | Населення, осіб (2010) |
| -------------------- | ---------------------- | ---------------------- |
| Булгаково, село      | 2970                   | 3591                   |
| Дубки, присілок      | 188                    | 219                    |
| Камишли, присілок    | 669                    | 758                    |
| Піщаний, присілок    | 174                    | 181                    |
| Стуколкіно, присілок | 406                    | 441                    |
| Троїцьке, присілок   | 169                    | -                      |
| Уршак, селище        | 0                      | 0                      |
| Фомичово, присілок   | 211                    | 234                    |